# Showtek
Showtek er en hollandsk EDM-gruppe bestående af to producere, brødrene Wouter og Sjoerd Janssen. De startede deres karriere i 2001 med deres første udgivelse "Controller", og har efterfølgende udgivet hardstyle under alias som Dutch Masters, Lowriders og Mr. Puta. De er hurtigt blevet et anerkendt navn inden for EDM.

## Biografi
Showtek består af de to hollandske brødre, Wouter og Sjoerd Jannsen, som også er kendt som Walt (Wouter) og Duro (Sjoerd) som soloartister indenfor hardstyle. Før de fik en pladekontrakt, var begge spillede de som DJ's på forskellige techno klubber i Holland. I 2001 fik de en pladekontrakt og de udgav deres første Ep "Controller". De fik hurtigt succes med deres første udgivelser.
Showtek var desuden kendt for at spille til store hardstyle-events som blandt andet Qlimax, Defqon.1, Mysteryland, BLACK, Q-Base og mange andre events som Q-dance arrangerer, og har desuden spillet i det meste af Europa, og har gæstede USA, Sydkorea og Australien. I 2008 valgte de at afslutte samarbejdet med Q-dance som deres bookingfirma, hvilket i dag betyder at de ikke længere spiller til deres events. Begrundelsen er ifølge Showtek at de søger at udvikle sig selv som musikere og at dette var et nødvendigt skridt i denne process.
Showtek producerer deres egen musik, samt har de også produceret musik for andre hardstyle DJ's.

## Diskografi

### Album
- Today Is Tomorrow (2007)
- We Live For The Music (2008)
- Analogue Players In A Digital World (2009)

### Singler
- "Controller" (2001)
- "Save The Day/Bassment" (2001)
- "Seid Ihr Bereid" (2003)
- "Choruz" (2004)
- "Save The Day Again" (2004)
- "Brain Crackin'" (2005)
- "Rockin' Steady" (2005)
- "3 The Hard Way/Bangin'" (Shotek vs. Gizmo) (2006)
- "Puta Madre" (2006)
- "The Colour Of The Harder Styles" (2006)
- "Born 4 Thiz/Raver" (2007)
- "FTS" (2007)
- "Shout Out" (Showtek Feat. MC DV8) (2007)
- "Today Is Tomorrow" (Album Sampler) (2007)
- "Early Sounds (2007)
- "Dust 2 Dust" (2007)
- "Dominate" (2007)
- "Partylover" (2007)
- "We Live For The Music" (2008)
- "Skitzo" (Showtek vs. Deepack) (2008)
- "Black 2008" (2008)
- "Raver" (2008)
- "Apologize" (2008)
- "Light Power" (2009)
- "Here We Fucking Go" (2009)
- "We Speak Music" (2009)
- "Freak" (2009)
- "Fast Life" (2009)
- "The F-Track" (2009)
- "Faces" (Showtek Feat. Zushi) (2009)
- "RockChild" (Showtek Feat. MCDV8) (2009)
- "World Is Mine" (2009)
- "Freak" (Showtek Feat. MC Stretch) (2009)
- "Electronic Stereo Phonic" (Showtek Feat, MCDV8) (2009)
- "Generation Kick & Bass" (2009)
- "Own The Night (Showtek Feat. MCDV8) (2009)
- "Dutchie" (Showtek Feat. MC Stretch) (2009)
- "Fast Life" (2009)
- "Laa-Di-Fucking-Daa" (2009)
- "My 303" (2009)
- "We Like To Party" (2014)